# Manga (noctuídeos)
Manga (Arctiidae) é um gênero de traça pertencente à família Arctiidae.